# Sniper: Ghost Warrior Contracts
Sniper: Ghost Warrior Contracts est un jeu vidéo de tir à la première personne développé par le studio polonais CI Games. Il est sorti le 22 novembre 2019 sur PC, Xbox One et PlayStation 4. Il est le quatrième épisode de la série Sniper: Ghost Warrior, mais n'a aucun lien scénaristique avec les jeux précédents.

## Synopsis
Le joueur incarne Seeker, un tireur d'élite officiant comme tueur à gages et mercenaire.
Récemment, la Sibérie a obtenu son indépendance face à la fédération de Russie et est gouvernée par Nergui Kurtchakov, à la tête du Parti pour une Sibérie indépendante. Douchant les espoirs de sa population qui espérait une redistribution équitable des richesses, le nouveau Premier ministre ne tarde pas à gérer la nouvelle région indépendante en autocrate, se partageant le gâteau avec les membres de son clan.
Face à la corruption et les abus de pouvoir du nouveau gouvernement, une opposition armée finit par émerger : les Loups de Sibérie.
C'est dans ce contexte explosif que Seeker est envoyé sur place pour remplir une série de missions périlleuses pour le compte d'un mystérieux commanditaire.

## Système de jeu

### Généralité
Contrairement à son prédécesseur, Contracts propose uniquement des missions se déroulant sur cinq vastes cartes fermées. Le joueur dispose de plusieurs approches pour éliminer sa cible (progression furtive, assaut frontal...) et peut emprunter plusieurs chemins pour progresser jusqu'à ses objectifs. Le personnage dispose également d'un masque spécial fonctionnant sur le principe de la réalité augmentée, capable de marquer les ennemis ou d'indiquer les objectifs .
Chaque carte dispose également de nombreuses quêtes annexes (éliminer des cibles supplémentaires, récupérer certains objets...) et des défis (éliminer un certain nombre d'ennemis dans un temps imparti, réaliser un nombre défini de tirs dans la tête...) afin d'augmenter le prime de fin de mission. L'argent gagné pourra ensuite être utilisé à l'amélioration de l'arsenal du joueur, débloquer des améliorations pour la combinaison du personnage, débloquer des accessoires, améliorer la tourelle de tir automatique...
Cinq cartes correspondant chacune à une région sont présentes : Bunker d'Altai 34, Port de Kolchak, Vallée de Beketov, Forteresse d'Araktcheiev et l'Embranchement de Sibirskaya-7.

### Armes
Comme dans Sniper: Ghost Warrior 3, le joueur peut emporter trois armes à feu sur lui : une arme de poing, une arme longue (fusil d'assaut, fusil à pompe, etc.) et un fusil de précision. Chaque arme peut être modifiée par l'adjonction de divers accessoires comme un silencieux, un système de visée optique plus performant, des munitions spéciales, etc.
Les armes disponibles dans Contracts sont issues du monde réel, mais apparaissent sous un nom fictif. Par exemple, le Soris T50 correspond à un Orsis T-5000M et le Blower R93 est un Blaser LRS2. Certaines armes du précédent épisode sont également de retour (parfois sous un nouveau nom ) comme le Remington MSR (appelé Reese MSR-2020) ou le AMA ACE-7 qui est toujours un Galil ACE. D'autres en revanche apparaissent pour la première fois, comme l'Orsis T-5000M ou l'AK-12.
Le joueur peut également emporter toute une série d'accessoires comme des grenades, des couteaux de lancer, des mines antipersonnel ou antichars...

### Environnements
Bunker d'Altai 34
Le bunker de la base d'Altai 34 est une ancienne base militaire soviétique installée dans une zone fortement enneigée et parcourue de vents violents. Autrefois abandonnée, elle a été remise en service depuis la révolution sibérienne et  au général Dmitry Ivanovsky qui avait déserté l'armée russe pendant la guerre d'indépendance pour rejoindre les rebelles sibériens. Le général Ivanovsky profite de ce complexe pour développer des armes biologiques.
Port de Kolchak
Situé dans le nord de la Sibérie, le port de Kolchak se situe dans une zone caractérisée par ses très basses températures malgré un soleil omniprésent. Le port est surtout le fief d'Igor Sekhov, le président de la compagnie pétrolière Sekoil, et de son épouse Olga Kurchatova, la jeune sœur du Premier ministre sibérien.
Vallée de Beketov
La vallée de Beketov est une vaste zone forestière, qui abrite également la datcha de Sasha Petroshenko. Parrain du syndicat du crimes de Yakutsk, il avait autrefois permis à Nergui Kurtchakov de devenir maire de Moscou. Une fois Kurtchakov parvenu au pouvoir en Sibérie au terme de la guerre d'indépendance, Kurtchakov proposa à Petroshenko de venir se mettre à l'abri dans sa nouvelle république et d'y mener ses affaires.
Forteresse d'Arakcheyev
Installée sur l'île de Chelikov balayée par les vents arctiques, la forteresse d'Arakcheyev abrite un complexe de recherches dirigé par le docteur Anthanasia Alikhanova. Spécialisée dans le génie génétique, ses expériences eugénistes ont défrayé la chronique lorsqu'elle a présenté au monde les deux premières jumelles génétiquement modifiées et immunisées contre la plupart des maladies existantes.
Embranchement de Sibirskaya-7
Situé au milieu d’une zone vallonnée, l’embranchement de Sibirskaya-7 est un important nœud ferroviaire par où transitent de nombreux convois militaires de la nouvelle république sibérienne.

## Développement
Le développement du jeu est annoncé officiellement le 16 août 2018 par CI Games.
D'entrée, le studio annonce que la série va être « orienté dans une nouvelle direction ». Le CEO du studio, Marek Tymiński, reconnaît que « Nous étions trop ambitieux en termes d'envergure pour Sniper: Ghost Warrior 3, mais nous avons appris de nos erreurs. Contracts sera plus concentré sur le gameplay émergent et le design des missions, qui ne se dérouleront pas dans un monde ouvert. L'expérience sera plus tactique, plus condensée avec une forte rejouabilité, aussi bien en solo que dans les modes multijoueurs » .
Il faut attendre juin 2019 pour que les premières images du jeu apparaissent, vite suivies par des vidéos de gameplay tandis que la jaquette du jeu est visible sur Amazon .
Le 16 août, la date de sortie du jeu est révélée : le 22 novembre 2019 .
Le 28 octobre, CI Games annonce que Sniper: Ghost Warrior Contracts intégrera une fonction de démembrement, absente des précédents épisodes. Cet ajout fait suite aux nombreuses demandes des joueurs et le studio leur a répondu sur Twitter : « Beaucoup de shooters réalistes ne disposent pas de démembrements. Nous ne comprenons pas pourquoi.» [...] Nos fans nous l'ont demandé. La technique le permet. Nous avons écouté et l'avons ajouté. »
Le message est accompagné d'une animation de quelques secondes montrant la nouvelle fonctionnalité . Toutefois, la fonction de démembrement sera supprimée sur les exemplaires vendus en Allemagne pour se conformer à la législation locale.
Le 29 octobre 2019, le jeu est disponible en précommande sur Steam avec une ristourne de 10% et un bonus : une skin exclusive et deux armes inédites : le pistolet Sturm Bodyguard 9 (un Ruger Security-9) et le fusil de précision SV-Amur (le Chukavin SVCh). Une bande-annonce de pré-lancement est également dévoilée. Outre les fonctionnalités déjà connues du titre, on y découvre pour la première fois les menus du jeu et de sélection des armes .
CI Games confirme également que le jeu sera uniquement jouable en solo, et que le multijoueur pourrait être implémenté plus tard.
Comme prévu, le jeu sort le vendredi 22 novembre 2019 sur Steam et sur Gog.
Le 24 janvier 2020, un premier DLC propose quelques skins pour les armes.
Le 11 février 2020, CI Games propose en DLC de télécharger la bande-son originale du jeu.
Le mode multijoueurs est disponible le 4 mars 2020. Il propose trois cartes (Plate-forme pétrolière, Cimetière et Entrepôts) et deux modes de jeu : match à mort et match par équipes.
Fin mars 2020, le président de CI Games révèle au site polonais Strefa Inwestorow que la suite de Contracts était en développement.
Le 22 juin 2020, CI Games annonce sur Steam que Sniper: Ghost Warrior Contracts 2 sortira à l'automne de la même année. Sur le site polonais Strefa Inwestorów, le président révèle que le nouvel épisode se déroulera dans une nouvelle région du monde, avec une nouvelle histoire et comportera de nombreuses améliorations ainsi qu'une « nouvelle fonctionnalité majeure. » .

## Accueil
Globalement, le jeu reçoit des critiques allant de correctes à positives à sa sortie.
Pour le site NoFrag, le jeu est plutôt divertissant et efficace dans ses phases de sniping, même s'il souffre d'une finition (graphismes, bugs, IA des ennemis...) perfectible.
Jeuxvideo-Live se montre plutôt positif avec une note de 14/20 pointe les mêmes qualités et défauts, à savoir un bon level-design, de bonne sensation lors des phases de sniping, des cartes vastes et bien pensées, mais la réalisation technique reste très passable. Malgré tout, le testeur estime qu'il s'agit probablement du meilleur épisode de la série.
Le site Jeuxvideo.com donne une note assez positive, avec 15/20. Le test met en évidence une difficulté bien réelle et un gameplay exigeant, une réalisation technique correcte, un level-design bien pensé malgré une IA assez faible et quelques bugs. In fine, il s'agit selon le testeur « de l'épisode le plus abouti de la série. » .
Le site allemand Gamestar est également optimiste : une certaine efficacité dans le gameplay malgré une réalisation technique en retrait. Le site pointe également un manque de personnalité dans le scénario et l'univers de l'histoire du jeu.
Lors d'une interview au site polonais, Strefa Inwestorów annonce que le jeu s'est très bien vendu au format physique aux États-Unis et en Allemagne et que la version dématérialisée a connu un grand succès sur Steam.
Début janvier 2021, le studio polonais annonce que cet épisode avait atteint 1 million de ventes, la série complète totalisant 11 millions de jeux vendus.